# Gmogala scarabaeus
Gmogala scarabaeus är en spindelart som beskrevs av Eugen von Keyserling 1890. Gmogala scarabaeus ingår i släktet Gmogala och familjen klotspindlar. Inga underarter finns listade i Catalogue of Life.